# رصدخانه نجومی گائوچنگ
```wikitext
رصدخانه نجومی گائوچنگ (Gaocheng Astronomical Observatory) که با نام رصدخانه دنگفنگ نیز شناخته می‌شود، یک رصدخانه تاریخی در معبد حاکم ژو، در شهر گائوچنگ، نزدیک دنگ‌فنگ در استان هنان، چین قرار دارد. این مکان سنت دیرینه‌ای در رصدهای نجومی دارد که از زمان ژو باختری تا اوایل دودمان یوآن ادامه یافته است. در این مکان یک اشاره‌گر (ابزار) نیز وجود دارد که برای تقویم دایان در سال ۷۲۹ میلادی و رصدخانه بزرگ دوران یوآن استفاده می‌شد. این رصدخانه به عنوان بخشی از «آثار تاریخی دنگفنگ در مرکز آسمان و زمین» در سال ۲۰۱۰ در فهرست میراث جهانی یونسکو ثبت شد.

## تاریخچه

### دوران ژو باختری
اعتقاد بر این است که حاکم ژو (حدود ۱۰۴۲ پیش از میلاد) در این مکان یک «سایه‌انداز» (Ceyingtai) برای رصد خورشید ساخته بود، زیرا او این منطقه را مرکز آسمان و زمین می‌دانست. علاقه او به ریاضیات و نجوم/ستاره‌شناسی در کتاب Zhoubi Suanjing گزارش شده است.

### دوران دودمان تانگ
ستاره‌شناس یی شینگ (۶۸۳–۷۲۷) از دودمان تانگ، ۲۰ سایه‌انداز استاندارد در سراسر چین ساخت تا زمان وابسته به مکان جغرافیایی را اندازه‌گیری کند. بر اساس پیشنهاد لیو ژو از سال ۶۰۴ میلادی، ۱۰ عدد از این سایه‌اندازها در امتداد نصف‌النهار ۱۱۴ درجه شرقی گرینویچ از آسیای مرکزی تا ویتنام قرار داده شدند تا محیط زمین و انحرافات آن از کره کامل اندازه‌گیری شود. یکی از این رصدخانه‌ها در گائوچنگ قرار داشت. این رصدها برای ایجاد تقویم دایان استفاده شدند.
در جنوب رصدخانه، در معبدی که به ژو گونگ اختصاص دارد، یک نمودار شی‌گوی ساخته‌شده توسط یی شینگ وجود دارد. بر اساس کتاب «Zhou Li» (آیین‌های ژو)، این مکان مرکز زمین است.

### دوران دودمان یوآن
رصدخانه بزرگ در سال ۱۲۷۶ در اوایل دودمان یوآن به دستور قوبلای خان ساخته شد و توسط ستاره‌شناسان گو شوجینگ (۱۲۳۱–حدود ۱۲۱۵) و وانگ شون (۱۲۳۵–۱۲۸۱) طراحی شد تا حرکت خورشید و ستارگان را رصد کرده و زمان را ثبت کند.
این رصدخانه از سنگ و آجر ساخته شده است و شامل دو بخش است: بدنه و شی‌گوی (که به آن «خط‌کش اندازه‌گیری آسمان» نیز گفته می‌شود). ارتفاع آن به تنهایی ۹٫۴۶ متر و با احتساب دو کابین روی آن ۱۲٫۶۲ متر است. سایه‌انداز آن به‌طور غیرمعمول به صورت یک میله افقی بین دو کابین نصب شده است. شی‌گوی که به سمت شمال امتداد دارد، ۳۱٫۱۹ متر طول و ۰٫۵۳ متر عرض دارد و از ۳۶ سنگ مربعی ساخته شده است که دو کانال موازی روی آن برای بررسی سطح بودن آن وجود دارد. موقعیت شی‌گوی مطابق با جهتی است که امروزه برای اندازه‌گیری نصف‌النهار استفاده می‌شود. در هنگام اندازه‌گیری، یک تیر روی شیارها قرار می‌گیرد و از جینگفو (ابزاری با سوراخ‌های زیاد) روی کانال‌ها برای اندازه‌گیری سایه استفاده می‌شود که دقت آن تا ۲ میلی‌متر است. در انقلاب زمستانی، طول سایه در ظهر تقریباً به اندازه شی‌گوی است.
این رصدهای بسیار دقیق برای تقویم جدید شوشی (تقویم اعطای فصل) در سال ۱۲۸۱ استفاده شدند که به مدت ۳۶۴ سال مورد استفاده قرار گرفت. این تقویم در زمان خود پیشرفته‌ترین تقویم بود؛ طول سال اعتدالی ۳۶۵ روز، ۵ ساعت، ۴۹ دقیقه و ۲۰ ثانیه تعیین شد، مقداری که با مقدار گاه‌شماری میلادی مطابقت دارد، اما ۳۰۰ سال زودتر به دست آمده بود.
در سال ۱۷۸۷، پیر سیمون لاپلاس از این اندازه‌گیری‌ها برای بررسی محاسبات خود در مورد تغییرات طولانی‌مدت میل دائرةالبروج و خروج از مرکز مدار زمین استفاده کرد.
این رصدخانه اولین مورد از ۲۷ رصدخانه‌ای است که در اوایل دودمان یوآن ساخته شد.